# 米切爾堡 (阿拉巴馬州)
米切爾堡（英語：Fort Mitchell）是一個位於美國阿拉巴馬州拉塞爾縣的非建制地區。該地的面積和人口皆未知。

## 地理
米切爾堡的座標為32°20′30″N 85°01′18″W / 32.34167°N 85.02167°W，而該地的平均海拔高度為108米（即354英尺）。